# На 2 дня
«На 2 дня» — третий альбом советского ВИА «Пламя» 1988 года.
Альбом вышел в формате LP.
В ансамбле, как и в других многих ВИА в конце 80-х годов XX века происходит отказ от рок-музыки.
Новая пластинка ВИА «Пламя» отражает переходный период от жанра рок к жанру электро-поп и диско.
Тем не менее, в этом альбоме руководителю Сергею Березину ещё удалось сохранить почерк своего коллектива в современных условиях. В это время в стране было уже много разных направлений музыки. Тем не менее, ансамблю «Пламя» ничего не мешало быть в хит-параде «МК», вместе с «Чёрным Кофе», «Наутилусом Помпилиусом» и «Миражом».
Заглавная песня этого диска стала популярной, и до сих пор входит в репертуар ансамбля . Песня «На 2 дня» представлял собой твист на близкую большей части жителей СССР тему — об отдыхе на дачном участке в выходные.
В песне «На два дня» продолжается тема одной из ранних в репертуаре коллектива — «На дальней станции сойду».
Также в репертуар ансамбля до сих пор входит песня Краснотал.

## Список композиций
| Сторона 1 | Сторона 2 |
| --- | --- |
| 1. «Краснотал» (О. Иванов/А.Поперечный) — В.Белянин 4:58 2. «Прикажи помиловать» (В. Добрынин/В. Гин)- солист А.Кондаков 3:53 3. «Кенгуру» (Т. Ефимов/Л.Рубальская)- солист А.Кондаков 3:45 4. «А ты, Одесса» (С. Березин/Л. Ошанин) 3:38 5. «Капризная» (С. Березин/Л.Рубальская) 3:33 6. «Морская душа» (С. Березин/М.Рябинин) 3:45 | 1. «На два дня» (С. Березин/Л.Рубальская) — солист Г.Рубцов) 4:00 2. «Строим домик» (В. Добрынин/Л. Дербенёв) 2:30 3. «Зелёная калитка» (О.Иванов/А.Поперечный) 3:54 4. «Ищите женщину» (С. Березин/Л.Рубальская) 3:33 5. «Первый день» (С. Березин/Л.Рубальская) 3:33 |

## Состав группы
Данный альбом был записан в следующем составе:
https://web.archive.org/web/20160304192223/http://art.specialradio.ru/viewimage.php?file=1103
- Сергей Березин — лидер группы, композитор, автор текстов песен
- Алексей Кондаков — вокал
- Григорий Рубцов — вокал
- Виктор Аникиенко — вокал, гитара
- Алексей Шачнев — бас-гитара
- Александр Колоколов — труба
- Владимир Парамонов — гитара
- Валерий Белянин — вокал
- Александр Колоколов — труба
- Игорь Никитин — саксофон
- Александр Герасимов — барабаны
- Иван Денежкин — клавишные

Судя по фотографии, состав, скорее всего, не изменился, кроме ухода Малежика и замены женского вокала мужским.

## Интересные факты
- Шуточная песня «Кенгуру» была исполнена в передаче «Утренняя почта» и в одном из выпусков музыкальной программы «Взрослые и дети»..
- Автором большинства музыки на новом альбоме «На два дня» стал сам руководитель ансамбля Сергей Березин.
- Был записан клип на песни «Ищите женщину». Участники группы представлены в нём в различных эпохи — начиная от каменного века.
- Песня «На 2 дня» — лауреат конкурса Песня-87